# 威普拉什冰川
威普拉什冰川（英語：Whiplash Glacier）是南極洲的冰川，位於維多利亞地的博克格雷溫克海岸，流經製圖師山脈，最終注入珍珠港冰川。它由新西蘭探險隊命名，現時由南極條約體系管理。